# Graafschap Gelre
Het graafschap Gelre ontstond in 1046 rond de plaats Gelre als eigendom van het geslacht der Flamenses van Wassenberg. In de volgende eeuwen wisten de Gelderse graven hun grondgebied aanzienlijk uit te breiden, vooral met de gebieden die vandaag de dag de provincie Gelderland vormen. Uiteindelijk wordt het gebied in 1339 verheven tot het hertogdom Gelre.

## Geschiedenis
De oorsprong van de heerlijkheid ligt in drie plaatsen. Twee hiervan liggen bij de rivier de Niers, namelijk Geldern en Pont. Een derde, meer zuidelijk, is de stad Wassenberg aan de rivier de Roer. Hier ontving de eerste heer, Gerard I Flamens, in 1021 van keizer Hendrik II het land van Gelre.

### Wassenberg, deFlamensesen Gelre

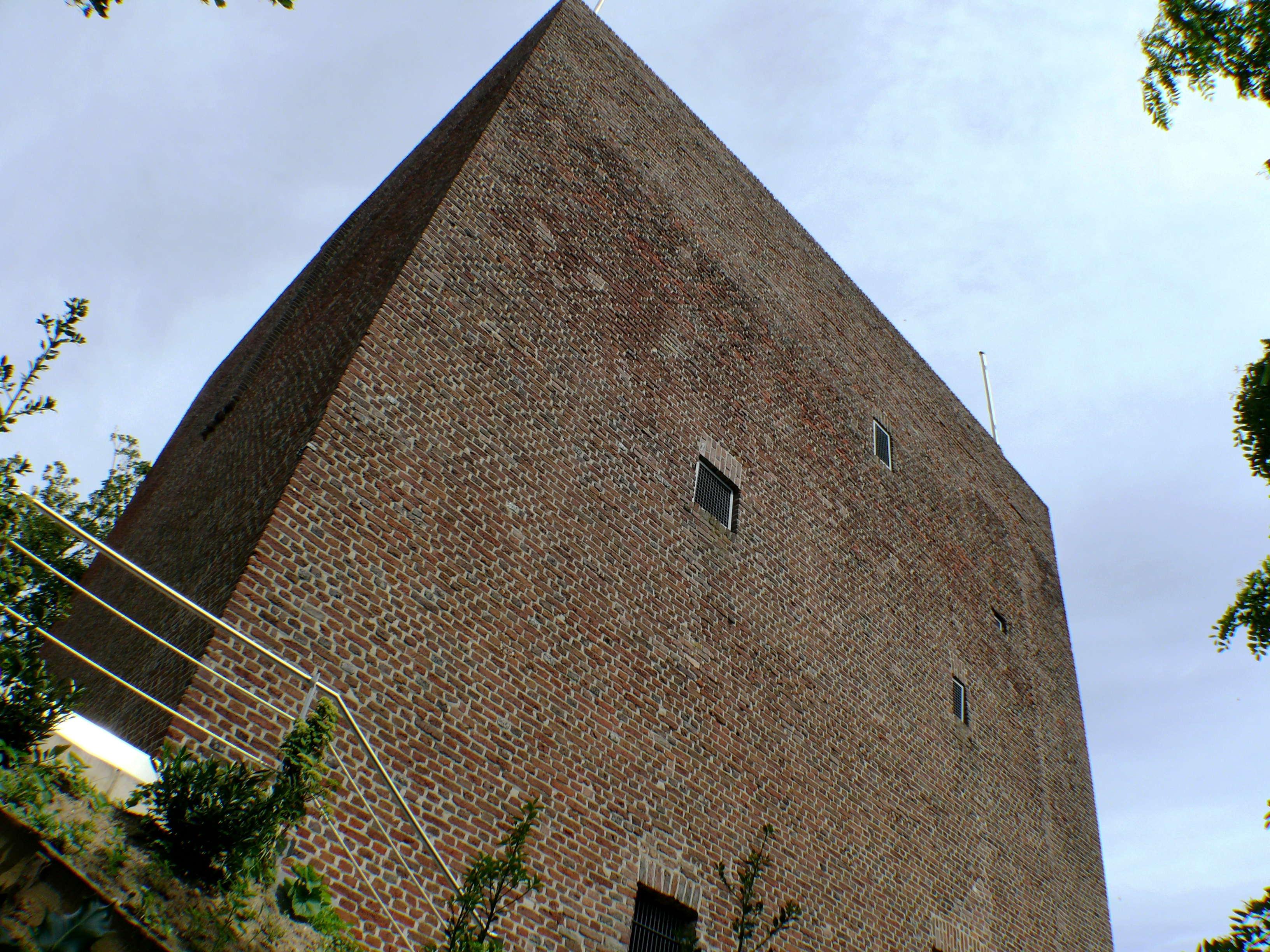
De burcht van Wassenberg

Wassenberg was een allodiale residentie die de Flamenses, de rechte voorzaten van de graven van Gelre, rond 1020 van de keizer kregen toegewezen toen delen van de Mark Ename, waaruit zij afkomstig waren, waren veroverd door Boudewijn IV van Vlaanderen. Gerard I van Wassenberg (genaamd Flamens, "de Vlaming") kreeg Wassenberg, zijn broer Rutger het graafschap Kleef, zegt de kroniek van Kloosterrade. Gerard was gehuwd met Bava, dochter van graaf Diederik van Hamaland, op zijn beurt een zoon van Adela van Hamaland en haar eerste echtgenoot Immed.
Gerard I is vermoedelijk al kort na zijn komst naar de Rijnstreek overleden en opgevolgd door zijn zoon Gerard II van Wassenberg, hoewel volgens sommige genealogieën dit dezelfde persoon zou zijn.

### Ontstaan van het graafschap
Aan Wassenberg, gelegen in de Luikgouw, waren geen grafelijkheidsrechten verbonden, de oudste vermeldingen van een (of twee) Gerard(en) Flamens, uit 1033 en 1042-1046, gaan dan ook niet gepaard met de gravenrang. Gravenrechten vielen de Flamenses pas in resp. voor een deel na 1046 toe als gevolg van de rebellie van Godfried 'met de Baard' hertog van Neder-Lotharingen. Via zijn vader Gozelo I had Godfried 'met de Baard' namelijk de bezittingen van het graafschap Hamaland geërfd. Die waren in de familie gekomen door het huwelijk van Gozelo's oudere broer Godfried de Kinderloze, hertog van Neder-Lotharingen, met een waarschijnlijk oudere zuster van Bava, Addila van Hamaland, dochter van Diederik. Dat huwelijk bleef echter kinderloos, waarop zijn ambten toevielen aan zijn broer Gozelo. De rebellie van 'de Baard' verschafte de Flamenses de kans om hun opvolgingsaanspraak, die met Bava was binnengekomen, te verzilveren.
Zo werd Gerard Flamens II dus vermoedelijk in 1046 de eerste graaf uit het huis der Flamenses. Rond 1052 werd hij opgevolgd door Gerard III van Wassenberg. Deze overleed toen zijn oudste zoon, Gerard IV nog minderjarig was, zodat diens oom Diederik tijdelijk is ingesprongen. We kennen Diederik in 1076 als graaf op de Veluwe. In 1082 overleed hij in de kerker van Godfried van Bouillon. Gerard IV, die toen de graafschappen overnam, verlegde geleidelijk de Gelderse graaflijke verblijfplaats van Wassenberg, buiten hun ambtsgebied, naar Gelre, binnen hun ambtsgebied gelegen. Hij noemt zich nu eens 'Gerard van Wassenberg', dan weer 'Gerard van Gelre'. In 1096 werd hij genoemd als landgraaf. Dit betreft echter niet het Land van Gelre, daarover was Gerard voogd.
Het allodium Wassenberg werd in de 12e eeuw afgestoten aan de hertogen van Limburg via vererving aan dochter Judith, echtgenote van hertog Walram II van Limburg. In sommige bronnen wordt Wassenberg de bruidsschat van Judith genoemd. Haar huwelijk was vóór 1118. In 1118 noemt Gerard 'de Lange' Wassenberg, waar hij toen een kerk stichtte, nog steeds 'zijn allodium'. Aangenomen moet dus worden dat Judith Wassenberg ruim na haar huwelijk kreeg. Dat kan alleen door vererving zijn geweest.

### Opbouw en uitbreiding
De bouw van de nieuwe graaflijke verblijfsplaats in Gelre, dat toen slechts een klein dorp was, werd begonnen. Aan de Niers werd een burcht gebouwd, waaromheen de stad Gelre ontstond. In de dertiende eeuw werd deze ommuurd (stadsrechten in 1229). De graven en vanaf 1339 de hertogen van Gelre zetelden tot 1347 in de stad, die de voornaamste was in het Gelderse Overkwartier. Het grondgebied van het graafschap nam de naam van de hoofdstad over.
De eerste erkende graaf was dus Gerard I van Gelre/Gerard IV van Wassenberg (1060-1129). Diens zoon, Gerard II (1090-1131) huwde met Ermgard, dochter van graaf Otto II van Zutphen, en verwierf zo het graafschap Zutphen. Zoon Hendrik I van Gelre (1117-1182) was de eerste graaf van Gelre en Zutphen. Diens zoon Otto I van Gelre (1150-1207) nam deel aan de derde kruistocht.

Geleidelijk breidde het Gelderse gebied zich uit. In 1201 verwierf de graaf de Veluwe van de Bisschop van Utrecht. Waarschijnlijk was dit vooral een financiële aangelegenheid, de Bisschop kon zijn  financiële verplichtingen (leningen !?) aan de Graaf niet nakomen. In 1248 verwierf graaf Otto II wegens zijn hulp aan Rooms-Koning Willem II de rijksstad Nijmegen.  Reinoud I trouwde in 1276 met Irmgard van Limburg, en werd samen met haar hertog over Limburg in 1278, toen Irmgards vader Walram hertrouwde. Toen Irmgard overleed in 1283 kwam Limburg volledig in Gelderse handen. Bovendien had Reinoud I in 1279 het graafschap Kessel, de heerlijkheidsrechten over de linker Maasoever en Mönchengladbach aangekocht.
Aan de Gelderse gebiedsuitbreiding kwam ten slotte een einde met de Slag bij Woeringen in 1288; de eindslag van de Limburgse Successieoorlog die na Irmgards overlijden was ontstaan. Limburg ging verloren aan het hertogdom Brabant. Het graafschap Gelre wordt van 1288 tot 1293 aan de graven van Vlaanderen verpacht (Reinoud I had zich door zijn huwelijk met Margaretha van Vlaanderen in 1286 reeds aan dit graafschap verbonden). De Vlaamse heerschappij heeft bijgedragen aan de bouw van een modern doeltreffend territoriaal bestuur.
Reinoud II huwde Eleonora de dochter van Eduard II van Engeland. Door diens bemiddeling werd Gelre in 1339 door keizer Lodewijk de Beier tot hertogdom verheven.

## Wapen
Het Gelderse wapen is in de loop van de geschiedenis enkele malen veranderd.

1131-1179[5][6]
vóór 1190
1190-1236
1236-1339

Na het verheffen van graafschap naar hertogdom Gelre veranderde het wapen weer.